# Ahmed Hefiane
Ahmed Hefiane, noto anche come Ahmed Hafiane e Ahmed Hafiene (Ksour Essef, 1º ottobre 1966), è un attore tunisino.

## Biografia
Nato nel villaggio di Salakta a Ksour Essef, nel Governatorato di Mahdia, ha frequentato l'Institut Supérieur d'Art Dramatique (ISAD) di Tunisi; ha poi recitato nell'opera teatrale Caligola, realizzata da Hichem Rostom, fino al passaggio al cinema con il regista tunisino Rached Manai.
Chiamato in Italia da Carlo Mazzacurati per La giusta distanza, dove ha recitato in lingua italiana, ha interpretato diversi film in Italia e in Tunisia.

## Filmografia

### Cinema
- Keswa, le fil perdu, regia di Kalthoum Bornaz (1997)
- La saison des hommes, regia di Moufida Tlatli (2000)
- In Desert and Wilderness, regia di Gavin Hood (2001)
- Le chant de la Noria, regia di Abdellatif Ben Ammar (2002)
- El Kotbia, regia di Nawfel Saheb-Ettaba (2002)
- Fatma, regia di Khaled Gorbal (2002)
- Bedwin Hacker, regia di Nadia El Fani (2003)
- Poupées d'argile, regia di Nouri Bouzid (2004)
- La giusta distanza, regia di Carlo Mazzacurati (Italia, 2007)
- La straniera, regia di Marco Turco (2009)
- La cosa giusta, regia di Marco Campogiani (2009)
- La nostra vita, regia di Daniele Luchetti (2010)
- Scontro di civiltà per un ascensore a Piazza Vittorio, regia di Isotta Toso (2010)
- Chronique d'une agonie, regia di Aida Ben Aleya (2010)
- Il principe del deserto, regia di Jean-Jacques Annaud (2011)
- Le professeur, regia di Mahmoud Ben Mahmoud (2012)
- Affreux, cupides et stupides, regia di Ibrahim Letaief (2013)
- Tutto molto bello, regia di Paolo Ruffini (2014)
- Volare, regia di Margherita Buy (2023)

### Televisione
- Paura di amare (Italia, 2013)
- Non uccidere, regia di Giuseppe Gagliardi - serie TV, episodio 1x05 (2015)
- Lampedusa - Dall'orizzonte in poi, regia di Marco Pontecorvo, miniserie TV (2016)
- Il commissario Montalbano - serie TV, episodio: L’altro capo del filo (2019)
- Non mentire, regia di Gianluca Maria Tavarelli - miniserie TV (2019)
- Masantonio - Sezione scomparsi, regia di Fabio Mollo - serie TV, episodio 1x08 (2021)
- Il re, regia di Giuseppe Gagliardi - serie TV (2022)
- Gangs of Milano - Le nuove storie del blocco, regia di Ciro Visco - serie TV (2025)

### Cortometraggi
- Yed Ellouh, regia di Kaouther Ben Hania (2013)[3]
- Wooden Hand, regia di Kaouther Ben Hania (2013)
- Peau de colle, regia di Kaouther Ben Hania (2013)
- Un giro di valzer, regia di Stefano Garrone (2014)[4]
- Il bambino, regia di Silvia Perra (2015)
- Shalim Goodbye, di Jacopo Manzari (2016)

## Riconoscimenti
- 2002: Tunisia, JCC – Giornate cinematografiche di Cartagine – premio miglior interprete maschile
- 2002: Belgio, FIFF – Festival internazionale del fil francofono di Namur – Bayard d'Or du meilleur comédien
- 2008: Italia, David di Donatello per il miglior attore non protagonista
- 2012: Qatar, Doha Tribeca Film Festival Prix du meilleur acteur arabe[5]